# Anne Marie Petersen
Anne Marie Petersen (født 1. september 1878 i Rosilde (ved Vindinge), død 9. januar 1951 i Porto Novo, Indien) var en dansk missionær i Indien.
Petersen voksede op i et grundtvigsk miljø på Fyn. Efter at være blevet uddannet som lærerinde arbejdede hun i begyndelsen på flere friskoler. Hun supplerede sin uddannelse med et års sprogstudier i England og blev herefter sendt til Vellore i det sydlige Indien for den grundtvigske Løventhal mission der. Da Løventhal efter nogle år (i 1914) måtte opgive sin missionsvirksomhed, blev Anne Marie Petersen optaget i Det Danske Missionsselskab, dog fortsat lønnet af Løventhals Mission.
I 1921 nedlagde Mahatma Gandhi grundstenen til den pigeskole, Seva Mandir, som Anne Marie Petersen skabte og stod i spidsen for indtil sin død i 1951. Skolen var inspireret af Grundtvigs og Gandhis skoletanker.
Anne Marie Petersen levede i alt i over 40 år i Indien i tæt kontakt med Mahatma Gandhi og den indiske nationalbevægelse.